# Mittitjärnen (Älvsby socken, Norrbotten, 728248-174004)
Mittitjärnen är en sjö i Älvsbyns kommun i Norrbotten och ingår i Piteälvens huvudavrinningsområde. Mittitjärnen ligger i Piteälven Natura 2000-område.